# Edgardo Martín
Edgardo Martín Cantero (* 6. Oktober 1915 in Cienfuegos/Provinz Cienfuegos; † 17. Mai 2004 in Havanna) war ein kubanischer Komponist.

## Wirken
Martín studierte Klavier bei Jascha Fischermann und César Pérez Sentenat und Komposition bei José Ardévol. Er unterrichtete am Conservatorio Municipal de La Habana und an der Escuela Superior de Arte de Cubanacán Musikgeschichte. Seit 1977 war er Mitglied der Comisión Nacional de Música des kubanischen Kulturministeriums. 1971 erschien sein Buch Panorama Histórico de la Música en Cuba.

## Werke
- La conga de Jagua für zwei Klaviere
- Concertante para arpa y pequeña orquesta
- Los dos abuelos, Kantate
- Concierto para viento
- Oda a Camilo